# David Plüss (Theologe)
David Plüss (* 1964) ist ein Schweizer evangelischer Theologe, Co-Leiter des interdepartementalen Kompetenzzentrums für Liturgik an der Universität Bern und hat dort einen Lehrstuhl für Homiletik, Liturgik und Kirchentheorie inne.

## Leben und Wirken
Plüss erlernte das Handwerk des Bauzeichners. Danach studierte er von 1987 bis 1993 Evangelische Theologie in Basel und Berlin. 1995 folgte sein Vikariat in Diegten sowie in der Psychiatrischen Klinik in Liestal. 1996 wurde er zum Verbi divini minister ordiniert. Nach einem Studienaufenthalt für Philosophie in Paris, der mit einem Förderungsstipendium des Schweizerischen Nationalfonds ermöglicht wurde, arbeitete er von 1997 bis 2005 als Assistent für Praktische Theologie an der Theologischen Fakultät der Universität Basel. Im Jahr 2000 promovierte er an der Universität Basel mit seiner Dissertation über Das Messianische – Judentum und Philosophie im Werk Emmanuel Lévinas. 2005 folgte in Basel seine Habilitation mit einer Arbeit über Gottesdienst als Textinszenierung: Perspektiven einer performativen Ästhetik des Gottesdienstes. Zwischen 2000 und 2005 war er Bologna-Beauftragter der Theologischen Fakultät zur Vorbereitung und Einführung neuer Studiengänge. Von 2006 bis 2009 war er Assistenzprofessor für Praktische Theologie und Studiendekan der Theologischen Fakultät der Universität Basel. Seit 2010 ist Plüss Professor für Homiletik, Liturgik und Kirchentheorie an der Universität Bern.
Er leitet zusammen mit Angela Berlis das interdepartementale Kompetenzzentrum Liturgik an der Universität Bern. Seine Forschungsschwerpunkte sind die Gegenwartsliturgik, die Ritualtheorie und die qualitativ-empirische Religionsforschung.
Plüss ist Mitglied der Jury des «Schweizer Predigtpreises» und Autor etlicher theologischer Bücher und Fachbeiträge.

## Privates
Plüss ist verheiratet, Vater von zwei Kindern und lebt in Burgdorf, Kanton Bern.

## Veröffentlichungen
- Das Messianische – Judentum und Philosophie im Werk Emmanuel Lévinas (zugl. Dissertation, Universität Basel 1999/2000), Kohlhammer Verlag, Stuttgart 2001, ISBN 978-3-17-016975-3.
- Gottesdienst als Textinszenierung: Perspektiven einer performativen Ästhetik des Gottesdienstes (zugl. Habilitations-Schrift, Universität Basel, 2005), Theologischer Verlag Zürich (TVZ) 2007, ISBN 978-3-290-17423-1.
- Assistierter Suizid und kirchliches Handeln. Fallbeispiele – Kommentare – Reflexionen, mit Christoph Morgenthaler und Matthias Zeindler, Theologischer Verlag Zürich, Zürich 2017, ISBN 978-3-290-17912-0.

als Mit-Autor
- mit Alexander Deeg: Liturgik, Gütersloher Verlagshaus, Gütersloh 2021, ISBN 978-3-579-05991-4.
- mit Angela Berlis und Katrin Kusmierz: Sagt doch einfach, was Sache ist! Sprache im Gottesdienst, TVZ, Zürich 2022, ISBN 978-3-290-18293-9.

als Mit-Herausgeber
- Körper Kulte: Wahrnehmungen von Leiblichkeit in Theologie, Religions- und Kulturwissenschaften, mit Christina Aus der Au Heymann, TVZ, Zürich 2007, ISBN 978-3-290-17424-8.
- Theologie und Geschlecht. Dialoge querbeet, mit Heike Walz, Lit Verlag, Münster 2008, ISBN 978-3-8258-0953-9.
- Kann man Glauben lernen?: eine kritische Analyse von Glaubenskursen, mit Stephan Degen-Ballmer, TVZ, Zürich 2008, ISBN 978-3-290-17471-2.
- Gottesdienste ins Gespräch bringen: eine Sammlung von Feedback-Methoden, mit Michael Rahn, TVZ, Zürich 2008, ISBN 978-3-290-17463-7.
  - Beszéljünk az istentiszteletről!: feedback-módszerek gyűjteménye, Magyarországi Református Egyház Kálvin János K., Budapest 2010, ISBN 978-963-558-142-9 (ungarisch).
- Im Auge des Flaneurs: Fundstücke zur religiösen Lebenskunst; Albrecht Grözinger zum sechzigsten Geburtstag, mit Tabitha Walther und Adrian Portmann, TVZ, Zürich 2009, ISBN 978-3-290-17508-5.
- Imagination in der praktischen Theologie: Festschrift für Maurice Baumann, mit Johannes Stückelberger und Andreas Kessler, TVZ, Zürich 2011, ISBN 978-3-290-17616-7.
- Wie klingt reformiert?: Arbeiten zu Liturgie und Musik; Festgabe zum 65. Geburtstag von Kirchenmusiker Andreas Marti, mit Katrin Kusmierz und Kirsten Jäger, TVZ, Zürich 2014, ISBN 978-3-290-17790-4.
- Reformierte Liturgik - kontrovers (Praktische Theologie im reformierten Kontext), mit Andreas Marti und Ralph Kunz, TVZ, Zürich 2011, ISBN 978-3-290-17582-5.
- GottesdienstKunst, mit Angela Berlis und Christian Walti, TVZ, Zürich, 2012 ISBN 978-3-290-17639-6.
- Politischer Gottesdienst?!, mit Katrin Kusmierz, TVZ, Zürich 2013, ISBN 978-3-290-17702-7.
- Gottesdienst in der reformierten Kirche. Einführung und Perspektiven, mit Katrin Kusmierz, Ralph Kunz und Matthias Zeindler, TVZ, Zürich 2017, ISBN 978-3-290-17853-6
- "In deiner Hand meine Zeiten …": das Kirchenjahr – reformierte Perspektiven, ökumenische Akzente, mit Matthias Zeindler, TVZ, Zürich 2018, ISBN 978-3-290-17911-3
- Gott in der Klimakrise. Herausforderungen für Theologie und Kirche, mit Sabine Scheuter, TVZ, Zürich 2021, ISBN 978-3-290-18378-3.

Aufsätze
- Der Värslischmid als Homiletiker. Mani Matters «Lied vo de Bahnhöf». In: Andreas Kessler, David Plüss und  Johannes Stückelberger (Hrsg.): Imagination in der Praktischen Theologie, Zürich 2011, S. 113–123.
- Good religion or bad religion. Distanced church-members and their perception of religion and religious plurality, mit Adrian Portmann. In: Journal of Empirical Theology 24 (2011), S. 180–196.
- Gottesdienst als authentische Inszenierung von Authentizität. In: Ralph Kunz, Andreas Marti und David Plüss (Hrsg.): Reformierte Liturgik – kontrovers, Zürich 2011, S. 339–346.
- Vom Wort zur Performance. Die Wiederentdeckung des Rituellen in der reformierten Theologie. In: Bibel und Liturgie 84/1 (2011), S. 28–37.